# Campionato italiano di hockey su ghiaccio 1995-1996
Il Campionato italiano di hockey su ghiaccio 1995-96 è organizzato, come di consueto, dalla FISG.

## Serie A
La stagione inizia con diverse novità. Il Milano e il Varese cambiano proprietà. La squadra milanese passa da Massimo Moretti a Umberto Quintavalle, il quale cambia denominazione alla squadra che diventa Milano24. Nella Società bosina la nuova proprietaria è la Sig.ra Caterina Colombo, che fino ad allora sponsorizzava la squadra.

### Formula
Le squadre iscritte al torneo per accedere ai playoff devono disputare un girone con doppia andata e ritorno.

### Formazioni
Il CourmAosta non si iscrive alla Serie A per protesta contro gli arbitraggi della stagione precedente, mentre l'Asiago rimane nella massima serie nonostante la sconfitta nello spareggio retrocessione della stagione passata.
Le squadre partecipanti sono quindi nove: Alleghe HC, Asiago Hockey AS, HC Bolzano, HC Brunico, HC Devils Milano, SHC Fassa, HC Gardena, Milano24 e AS Varese.

### Playoff
Quarti e semifinali si giocano al meglio delle 5 gare, mentre la finale al meglio delle 7 partite.
|  | Quarti di finale | Quarti di finale | Quarti di finale | Quarti di finale | Quarti di finale | Quarti di finale | Quarti di finale |  |  | Semifinali | Semifinali | Semifinali | Semifinali | Semifinali | Semifinali | Semifinali |   |   | Finale  | Finale  | Finale | Finale | Finale | Finale | Finale |  |
|  |                  |                  |                  |                  |                  |                  |                  |  |  |            |            |            |            |            |            |            |   |   |         |         |        |        |        |        |        |  |
|  | Bolzano          | Bolzano          | Bolzano          | Bolzano          | 12               | 6                | 7                |  |  |            |            |            |            |            |            |            |   |   |         |         |        |        |        |        |        |  |
|  | Alleghe          | Alleghe          | Alleghe          | Alleghe          | 1                | 3                | 4                |  |  | Bolzano    | Bolzano    | 4          | 4          | 6          | 2          | 5          |   |   |         |         |        |        |        |        |        |  |
|  | Varese           | Varese           | Varese           | Varese           | 4                | 3                | 10               |  |  | Varese     | Varese     | 2          | 7          | 1          | 5          | 2          |   |   |         |         |        |        |        |        |        |  |
|  | Fassa Falcons    | Fassa Falcons    | Fassa Falcons    | Fassa Falcons    | 0                | 2                | 1                |  |  |            |            |            |            |            |            |            |   |   | Bolzano | Bolzano | 3      | 5      | 5      | 8      | 7      |  |
|  | 2                | Milano 24        | Milano 24        | 1                | 9                | 7                | 8                |  |  |            |            | Milano 24  | Milano 24  | 6          | 0          | 2          | 5 | 3 |         |         |        |        |        |        |        |  |
|  | 7                | Bruneck-Brunico  | Bruneck-Brunico  | 3                | 3                | 1                | 1                |  |  | Milano 24  | Milano 24  | Milano 24  | 3          | 1          | 7          | 3          |   |   |         |         |        |        |        |        |        |  |
|  | 3                | Gardena          | Gardena          | Gardena          | 5                | 5                | 3                |  |  | Gardena    | Gardena    | Gardena    | 2          | 6          | 2          | 0          |   |   |         |         |        |        |        |        |        |  |
|  | 6                | Asiago           | Asiago           | Asiago           | 4                | 4                | 2                |  |  |            |            |            |            |            |            |            |   |   |         |         |        |        |        |        |        |  |

†: partita terminata ai tempi supplementari; ‡: partita terminata ai tiri di rigore

#### Quarti di finale
Nei quarti di finale, Bolzano supera l'Alleghe (12-1; 6-3; 7-4), Varese batte il Fassa (4-0; 3-2; 10-1), il Gardena ha la meglio sull'Asiago (5-4; 5-4; 3-2) e il Milano24 elimina Brunico (1-3; 9-3; 7-1; 8-1).

#### Semifinali
In semifinale, il Milano24 si sbarazza del Gardena (3-2; 1-6; 7-2; 3-0) abbastanza agevolmente, nonostante debba concedere una gara agli avversari.
Tra Bolzano e Varese, in gara-1, è una vera e propria guerra in campo, al termine della gara i minuti di penalità sono 109 per Bolzano e 111 per Varese. Gli altoatesini s'impongono per 4-2. Il Giudice Sportivo infligge un anno di squalifica a Joe Busillo e nove mesi a Maurizio Bortolussi. Altre squalifiche vengono comminate a tre giocatori bolzanini e ad un bosino. Questi fatti porteranno, a fine stagione, alle dimissioni della presidentessa Colombo e il ritiro del Varese dalla Serie A.
In gara-2, Varese reagisce e vince 7-4, portando la Serie sull'1-1.
Gara-3 è ad appannaggio del Bolzano che vince 6-1, mentre Gara 4 vede la vittoria dei Mastini per 5-2. Nell'ultimo match della serie i biancorossi regolano i bosini per 5-2 ed accedono alla finale.

#### Finali
La novità delle finali sono gli arbitri stranieri a dirigere le gare.
In gara-1, arbitro Peter Slapke, il Milano24 vince per 6-3 al Palaonda. Dopo il vantaggio del Bolzano con Scott Beattie, il periodo centrale si chiude in parità sul 2-2; la rete per Bolzano è segnata da Robert Oberrauch, per i milanesi realizzano Marco Pietroniro e Massimo Ansoldi. Nel terzo drittel i rossoblù dilagano con le marcature di John Massara, Aldo Iaquinta, Joe Ferraccioli e Chris Bartolone. Il terzo gol bolzanino è opera di Ruggero Rossi De Mio.
Gara-2, con arbitro Peter Quartal, vede imporsi il Bolzano per 3-2. Il primo tempo si chiude 2-1 per i bolzanini che segnano con Robert Oberrauch e Sergei Vostrikov, mentre per i rossoblù realizza Maurizio Scudier. Nel periodo centrale, Igor Maslennikov porta a 3 le reti dei biancorossi. Nel terzo drittel, Tony Fiore (hockeista su ghiaccio) prova a riaprire la partita, ma a tre secondi dal termine, la gara viene sospesa poiché il portiere del Milano24, Mike Zanier, colpisce con un pugno uno degli arbitri (o lo sposta per entrare in panchina, le versioni risultano essere contrastanti) e Anthony Iob tenta di dar fuoco a Robert Oberrauch con un accendino. Il Giudice Sportivo dà partita vinta per 5-0 al Bolzano e 24 mesi di squalifica a Mike Zanier.
A Peter Slapke tocca arbitrare gara-3; dopo il primo periodo, il match si chiude sul 2-2 con le reti di Bruno Zarrillo e Martin Pavlu per Bolzano e una doppietta di Anthony Iob per i milanesi. Nel secondo periodo una doppietta di Scott Beattie porta il punteggio sul 4-2 e nel terzo drittel Robert Oberrauch arrotonda il punteggio sul 5-2.
In gara-4, diretta da Reto Bortolotti e giocata sul campo neutro di Varese, Bolzano s'impone in tutti i drittel (2-1; 3-2; 3-2), andando in rete con Sergei Vostrikov, Lucio Topatigh (2), Scott Beattie (4) e Andrei Zukov, mentre per il Milano24 segnano Massimo Ansoldi, Lawrence Rucchin e Joe Ferraccioli (3).
A dirigere gara-5 viene chiamato ancora Reto Bortolotti; al termine del primo drittel, i biancorossi sono in vantaggio per 2-0 grazie alle reti messe a segno da Bruno Zarrillo e Markus Brunner. Nel periodo centrale per Bolzano segnano Vostrikov (2) e Daniele Giacomin, mentre per il Milano24 realizzano Harald Oberrauch e Massimo Ansoldi. Nel terzo periodo Maslennikov e Lucio Topatigh per Bolzano e Anthony Iob per i rossoblù, fissano il risultato sul 7-3 per gli alto atesini che si riconfermano Campioni d'Italia.
```
Bolzano - Milano 24  3-6 (1-0,2-2,0-4)
Milano 24 - Bolzano  0-5 a tavolino (gara sospesa al minuto 59'57" sul 2-3)
Bolzano - Milano 24  5-2 (2-2,2-0,1-0)
Milano 24 - Bolzano  5-8 (2-1,3-2,3-2) (giocata a Varese)
Bolzano - Milano 24  7-3 (2-0,3-2,2-1)
```

 L'Hockey Club Bolzano vince il suo tredicesimo scudetto.

Formazione Campione d'Italia: Christian Alderucci - Alex Badiani - Gianluca Baggio - Scott Beattie - Markus Brunner - Paolo Casciaro - Daniele Giacomin - Paolo Lasca - Igor Loro - Igor Maslennikov - Robert Oberrauch - Martin Pavlu - Michael Anthony Rosati - Ruggero Rossi De Mio - Marco Sbironi - Roberto Stefani - Christian Timpone - Lucio Topatigh - Sergei Vostrikov - Reinhard Wieser - Bruno Zarrillo - Andrei Zukov - Harald Zingerle.

Allenatore: John Robert Manno.

### Classifica finale
| Pos. | Squadra         |
| ---- | --------------- |
| 1    | Bolzano         |
| 2    | Milano 24       |
| 3    | Gherdëina       |
| 4    | Varese          |
| 5    | Fassa Falcons   |
| 6    | Asiago          |
| 7    | Bruneck-Brunico |
| 8    | Alleghe         |
| 9    | Devils Milano   |

### Marcatori
A fine stagione il capocannoniere della Serie A è Igor Maslennikov del Bolzano con 99 punti (36 gol e 63 assist), al secondo posto Sergei Vostrikov (Bolzano, 95 p.ti, 50 + 45), al terzo Bruno Zarrillo (Bolzano, 90 p.ti, 39 + 51), al quarto Lucio Topatigh (Bolzano, 86 p.ti, 35 + 51) e al quinto Scott Beattie (Bolzano, 85 p.ti, 38 + 47).

## Serie B
Nelle semifinali lo Zoldo batte il Feltre 3-2 nella serie, mentre il Merano supera il Como per 3-1.
In finale, lo Zoldo batte il Merano 3-2 nella serie.
|  | Semifinali     | Semifinali     | Semifinali     | Semifinali     | Semifinali     | Semifinali     | Semifinali |  |  | Finale | Finale | Finale | Finale | Finale | Finale | Finale |  |
|  |                |                |                |                |                |                |            |  |  |        |        |        |        |        |        |        |  |
|  | Zoldo          | Zoldo          | Zoldo          | Zoldo          | Zoldo          | Zoldo          | 3          |  |  |        |        |        |        |        |        |        |  |
|  | Feltreghiaccio | Feltreghiaccio | Feltreghiaccio | Feltreghiaccio | Feltreghiaccio | Feltreghiaccio | 2          |  |  | Zoldo  | Zoldo  | Zoldo  | Zoldo  | Zoldo  | Zoldo  | 3      |  |
|  | Merano         | Merano         | Merano         | Merano         | Merano         | Merano         | 3          |  |  | Merano | Merano | Merano | Merano | Merano | Merano | 2      |  |
|  | Como           | Como           | Como           | Como           | Como           | Como           | 1          |  |  |        |        |        |        |        |        |        |  |